# Список лінійних кораблів Німеччини
Список лінійних кораблів Німеччини — перелік лінійних кораблів, які перебували на озброєнні німецького флоту: Імператорських ВМС та Крігсмаріне.

## Лінійні кораблі Німеччини
Позначення

### Пре-дредноути
| № з/п         | Зображення | Назва                         | Тип                       | Водотоннажність | Закладений        | Спущено на воду   | Введено в експлуатацію | Статус | Прим. |
| ------------- | ---------- | ----------------------------- | ------------------------- | --------------- | ----------------- | ----------------- | ---------------------- | --- | ----- |
| Пре-дредноути |            |                               |                           |                 |                   |                   |                        | |       |
| 1             |            | «Бранденбург»                 | типу «Бранденбург»        | 10 670 тонн     | травень 1890      | 21 вересня 1891   | 19 листопада 1893      | у 1920 році списаний і розібраний на брухт |       |
| 2             |            | «Курфюст Фрідріх Вільгельм»   | типу «Бранденбург»        | 10 670 тонн     | травень 1890      | 30 червня 1891    | 29 квітня 1894         | 12 вересня 1910 року проданий османському флоту; введений до строю як «Хайр ад-Дін Барбаросса». 8 серпня 1915 року затоплений британським ПЧ E11 під час боїв за Дарданелли                     |       |
| 3             |            | «Вайсенбург»                  | типу «Бранденбург»        | 10 670 тонн     | травень 1890      | 14 грудня 1891    | 14 жовтня 1894         | 12 вересня 1910 року проданий османському флоту; введений до строю як «Тургут-Рейс». У 1950 році списаний і до 1957 року розібраний на брухт                                                    |       |
| 4             |            | «Верт»                        | типу «Бранденбург»        | 10 670 тонн     | 3 березня 1890    | 6 серпня 1892     | 31 жовтня 1893         | У 1919 році списаний і розібраний на брухт |       |
| 5             |            | «Кайзер Фрідріх III»          | типу «Кайзер Фрідріх III» | 11 785 тонн     | 5 березня 1895    | 1 липня 1896      | 7 жовтня 1898          | у 1920 році списаний і розібраний на брухт |       |
| 6             |            | «Кайзер Вільгельм II»         | типу «Кайзер Фрідріх III» | 11 785 тонн     | 26 жовтня 1896    | 14 вересня 1897   | 13 лютого 1900         | 17 березня 1921 року виведений зі складу флоту, у 1922 році розібраний на брухт |       |
| 7             |            | «Кайзер Вільгельм дер Гроссе» | типу «Кайзер Фрідріх III» | 11 785 тонн     | 22 січня 1898     | 1 червня 1899     | 5 травня 1901          | 6 грудня 1919 року виведений зі складу флоту, у 1920 році розібраний на брухт |       |
| 8             |            | «Кайзер Карл дер Гроссе»      | типу «Кайзер Фрідріх III» | 11 785 тонн     | 17 вересня 1898   | 18 жовтня 1899    | 4 лютого 1902          | 6 грудня 1919 року виведений зі складу флоту, у 1920 році розібраний на брухт |       |
| 9             |            | «Кайзер Барбаросса»           | типу «Кайзер Фрідріх III» | 11 785 тонн     | 3 серпня 1898     | 21 квітня 1900    | 10 червня 1901         | 6 грудня 1919 року виведений зі складу флоту, у 1920 році розібраний на брухт |       |
| 10            |            | «Віттельсбах»                 | типу «Віттельсбах»        | 12 798 тонн     | 30 вересня 1899   | 3 липня 1900      | 15 жовтня 1902         | 8 березня 1921 року списаний і 7 липня 1921 року проданий на брухт |       |
| 11            |            | «Веттін»                      | типу «Віттельсбах»        | 12 798 тонн     | 10 жовтня 1899    | 6 червня 1901     | 1 жовтня 1902          | 21 листопада 1921 року проданий на брухт |       |
| 12            |            | «Церінген»                    | типу «Віттельсбах»        | 12 798 тонн     | 21 листопада 1899 | 12 червня 1901    | 25 жовтня 1902         | 26 березня 1946 року затоплений як блокшип у бухті Готенгафена |       |
| 13            |            | «Швабен»                      | типу «Віттельсбах»        | 12 798 тонн     | 15 вересня 1900   | 19 серпня 1901    | 13 квітня 1904         | 8 березня 1921 року списаний і проданий на брухт |       |
| 14            |            | «Мекленбург»                  | типу «Віттельсбах»        | 12 798 тонн     | 15 травня 1900    | 9 листопада 1901  | 25 червня 1903         | 16 серпня 1921 року проданий на брухт |       |
| 15            |            | «Брауншвейг»                  | типу «Брауншвейг»         | 14 394 тонни    | 24 жовтня 1901    | 20 грудня 1902    | 15 жовтня 1904         | 31 березня 1931 року списаний і проданий на брухт |       |
| 16            |            | «Ельзас»                      | типу «Брауншвейг»         | 14 394 тонни    | 26 травня 1901    | 26 травня 1903    | 29 листопада 1904      | 31 березня 1931 року списаний і у 1936 році розібраний на брухт |       |
| 17            |            | «Гессен»                      | типу «Брауншвейг»         | 14 394 тонни    | 15 січня 1902     | 18 вересня 1903   | 19 вересня 1905        | 31 березня 1935 року виведений зі складу флоту. 2 січня 1946 року переданий по репараціях СРСР, перетворений на корабель-мішень «Ціль». 1960 році розібраний на брухт                           |       |
| 18            |            | «Пройссен»                    | типу «Брауншвейг»         | 14 394 тонни    | квітень 1902      | 30 жовтня 1903    | 12 липня 1905          | 5 квітня 1929 року виведений зі складу флоту. У квітні 1945 року затоплений союзною авіацією під час бомбардування. 1954 році піднятий та розібраний на брухт                                   |       |
| 19            |            | «Лотрінген»                   | типу «Брауншвейг»         | 14 394 тонни    | 1 грудня 1902     | 27 травня 1904    | 18 травня 1906         | 31 березня 1931 року списаний зі складу флоту |       |
| 20            |            | «Дойчланд»                    | типу «Дойчланд»           | 14 218 тонн     | 20 червня 1903    | 19 листопада 1904 | 3 серпня 1906          | 25 січня 1920 року виведений зі складу флоту і проданий на брухт |       |
| 21            |            | «Ганновер»                    | типу «Дойчланд»           | 14 218 тонн     | 7 листопада 1904  | 29 вересня 1905   | 1 жовтня 1907          | у 1936 році виведений зі складу флоту та з 1944 до 1946 року розібраний на брухт |       |
| 22            |            | «Поммерн»                     | типу «Дойчланд»           | 14 218 тонн     | 22 березня 1904   | 2 грудня 1905     | 6 серпня 1907          | 1 червня 1916 року затоплений торпедою британського есмінця «Онслот» в ході Ютландської морської битви                                                                                          |       |
| 23            |            | «Шлізен»                      | типу «Дойчланд»           | 14 218 тонн     | 19 листопада 1904 | 28 травня 1906    | 5 травня 1908          | 3 травня 1945 року підірвався на британській міні у Свінемюнде. Після війни розібраний на брухт                                                                                                 |       |
| 24            |            | «Шлезвіг-Гольштейн»           | типу «Дойчланд»           | 14 218 тонн     | 18 серпня 1905    | 17 грудня 1906    | 6 липня 1908           | 21 березня 1945 року затоплений екіпажем на зовнішньому рейді Готенхафена. Після війни піднятий і притягнутий до острову Осмуссаар, де використовувався радянським флотом у ролі корабля-мішені |       |

### Дредноути та лінійні кораблі
| № з/п                        | Зображення | Назва                    | Тип               | Водотоннажність      | Закладений        | Спущено на воду   | Введено в експлуатацію | Статус | Прим. |
| ---------------------------- | ---------- | ------------------------ | ----------------- | -------------------- | ----------------- | ----------------- | ---------------------- | --- | --- |
| Дредноути та лінійні кораблі |            |                          |                   |                      |                   |                   |                        | | |
| 25                           |            | «Нассау»                 | типу «Нассау»     | 20 535 тонн          | 22 липня 1907     | 7 березня 1908    | 1 жовтня 1909          | 7 квітня 1920 року переданий Японії і незабаром розібраний на брухт | |
| 26                           |            | «Вестфален»              | типу «Нассау»     | 20 535 тонн          | 12 серпня 1907    | 1 липня 1908      | 16 листопада 1909      | 5 листопада 1919 року виведений зі складу флоту та переданий союзникам; 1924 році розібраний на брухт | |
| 27                           |            | «Рейнланд»               | типу «Нассау»     | 20 535 тонн          | 1 червня 1907     | 26 вересня 1908   | 30 квітня 1910         | 5 листопада 1919 року виведений зі складу флоту та переданий союзникам; 1921 році розібраний на брухт | |
| 28                           |            | «Позен»                  | типу «Нассау»     | 20 535 тонн          | 11 червня 1907    | 12 грудня 1908    | 31 травня 1910         | 5 листопада 1919 року виведений зі складу флоту та переданий союзникам; 1922 році розібраний на брухт | |
| 29                           |            | «Гельголанд»             | типу «Гельголанд» | 24 700 тонн          | 11 листопада 1908 | 25 вересня 1909   | 23 серпня 1911         | 5 листопада 1919 року виведений зі складу флоту та 5 серпня 1920 року переданий Великій Британії; 1922 році розібраний на брухт                                                                                 | |
| 30                           |            | «Остфризланд»            | типу «Гельголанд» | 24 700 тонн          | 19 жовтня 1908    | 30 вересня 1909   | 1 серпня 1911          | 5 листопада 1919 року виведений зі складу флоту та 1920 році переданий США. У липні 1921 року затоплений під час тестових випробувань авіації армії США                                                         | |
| 31                           |            | «Тюрінген»               | типу «Гельголанд» | 24 700 тонн          | 2 листопада 1908  | 27 листопада 1909 | 1 липня 1911           | 5 листопада 1919 року виведений зі складу флоту та 1920 році переданий Франції; використовувався як корабель-мішень. У 1922—1923 роках рештки розібрані на брухт                                                | |
| 32                           |            | «Ольденбург»             | типу «Гельголанд» | 24 700 тонн          | 1 березня 1909    | 30 червня 1910    | 1 травня 1912          | 5 листопада 1919 року виведений зі складу флоту та 1920 році переданий Японії і у 1921 році розібраний на брухт                                                                                                 | |
| 33                           |            | «Кайзер»                 | типу «Кайзер»     | 27 000 тонн          | грудень 1909      | 22 березня 1911   | 1 серпня 1912          | 21 червня 1919 року затоплений екіпажем у Скапа-Флоу | |
| 34                           |            | «Фрідріх дер Гроссе»     | типу «Кайзер»     | 27 000 тонн          | 26 січня 1910     | 10 червня 1911    | 15 жовтня 1912         | 21 червня 1919 року затоплений екіпажем у Скапа-Флоу | |
| 35                           |            | «Кайзерін»               | типу «Кайзер»     | 27 000 тонн          | листопад 1910     | 11 листопада 1911 | 14 травня 1913         | 21 червня 1919 року затоплений екіпажем у Скапа-Флоу | |
| 36                           |            | «Принц-регент Луїтпольд» | типу «Кайзер»     | 27 000 тонн          | жовтень 1910      | 17 лютого 1912    | 19 серпня 1913         | 21 червня 1919 року затоплений екіпажем у Скапа-Флоу | |
| 37                           |            | «Кеніг Альберт»          | типу «Кайзер»     | 27 000 тонн          | 17 липня 1910     | 27 квітня 1912    | 31 липня 1913          | 21 червня 1919 року затоплений екіпажем у Скапа-Флоу | |
| 38                           |            | «Кеніг»                  | типу «Кеніг»      | 28 600 тонн          | жовтень 1911      | 1 березня 1913    | 10 серпня 1914         | 21 червня 1919 року затоплений екіпажем у Скапа-Флоу | |
| 39                           |            | «Гроссер Курфюст»        | типу «Кеніг»      | 28 600 тонн          | жовтень 1911      | 5 травня 1913     | 30 липня 1914          | 21 червня 1919 року затоплений екіпажем у Скапа-Флоу | |
| 40                           |            | «Маркграф»               | типу «Кеніг»      | 28 600 тонн          | листопад 1911     | 4 червня 1913     | 1 жовтня 1914          | 21 червня 1919 року затоплений екіпажем у Скапа-Флоу | |
| 41                           |            | «Кронпринц»              | типу «Кеніг»      | 28 600 тонн          | листопад 1911     | 21 лютого 1914    | 8 листопада 1914       | 21 червня 1919 року затоплений екіпажем у Скапа-Флоу | |
| 42                           |            | «Баєрн»                  | типу «Баєрн»      | 32 200 тонн          | 22 грудня 1913    | 18 лютого 1915    | 15 липня 1916          | 21 червня 1919 року затоплений екіпажем у Скапа-Флоу | |
| 43                           |            | «Баден»                  | типу «Баєрн»      | 32 200 тонн          | 20 грудня 1913    | 30 жовтня 1915    | 14 березня 1917        | 21 червня 1919 року при спробі екіпажу затопити лінкор у Скапа-Флоу був врятований британцями. Переданий Великій Британії, 16 серпня 1921 року затоплений як корабель-мішень                                    | Єдиний капітальний корабель кайзерівського флоту, що перебував у Скапа-Флоу, який встигли врятувати та не дали затопити |
| 44                           |            | «Саксен»                 | типу «Баєрн»      | 32 500 тонн          | 15 квітня 1914    | 21 листопада 1916 | не введений            | 3 листопада 1919 року виключений зі складу флоту та 1922 році розібраний на брухт | |
| 45                           |            | «Вюртемберг»             | типу «Баєрн»      | 32 500 тонн          | 4 січня 1915      | 20 червня 1917    | не введений            | 3 листопада 1919 року виключений зі складу флоту та 1921 році розібраний на брухт | |
| ★                            | —          | —                        | типу L 20e α      | 48 700 тонн          | —                 | —                 | —                      | — | будівництво лінкорів перебувало лише на стадії проєктування                                                             |
| 46                           |            | «Шарнгорст»              | типу «Шарнгорст»  | 38 100 тонн          | 15 червня 1935    | 3 жовтня 1936     | 7 січня 1939           | 26 грудня 1943 року потоплений у бою біля Нордкапа силами британського флоту | |
| 47                           |            | «Гнейзенау»              | типу «Шарнгорст»  | 38 100 тонн          | 6 травня 1935     | 8 грудня 1936     | 21 травня 1938         | 23 березня 1945 року затоплений як блокшип у бухті Готенгафена | |
| Швидкі лінійні кораблі       |            |                          |                   |                      |                   |                   |                        | | |
| 48                           |            | «Бісмарк»                | типу «Бісмарк»    | 50 300 тонн          | 1 липня 1936      | 14 лютого 1939    | 24 серпня 1940         | 27 травня 1941 року потоплений силами британського флоту у бою в Атлантичному океані | |
| 49                           |            | «Тірпіц»                 | типу «Бісмарк»    | 52 600 тонн          | 2 листопада 1936  | 1 квітня 1939     | 25 лютого 1941         | 12 листопада 1944 року потоплений біля Тромсе британськими бомбардувальниками «Ланкастер» бомбами «Толлбой» при проведенні операції «Катехізм». У 1950-х роках піднятий на поверхню і розрізаний на металобрухт | |
| ★                            | —          | —                        | типу «H»          | 62 600—139 272 тонни | —                 | —                 | —                      | — | перший зразок H-39 був закладений у 1939 році. Згодом будівництво лінкорів було скасоване                               |